# Norwalk (Ohio)
Norwalk es una ciudad ubicada en el condado de Huron en el estado estadounidense de Ohio. En el Censo de 2010 tenía una población de 17012 habitantes y una densidad poblacional de 717,7 personas por km².

## Geografía
Norwalk se encuentra ubicada en las coordenadas 41°14′41″N 82°36′32″O / 41.24472, -82.60889. Según la Oficina del Censo de los Estados Unidos, Norwalk tiene una superficie total de 23.7 km², de la cual 22.97 km² corresponden a tierra firme y (3.08%) 0.73 km² es agua.

## Demografía
Según el censo de 2010, había 17012 personas residiendo en Norwalk. La densidad de población era de 717,7 hab./km². De los 17012 habitantes, Norwalk estaba compuesto por el 92.22% blancos, el 1.86% eran afroamericanos, el 0.19% eran amerindios, el 0.47% eran asiáticos, el 0.01% eran isleños del Pacífico, el 3.17% eran de otras razas y el 2.07% pertenecían a dos o más razas. Del total de la población el 7.18% eran hispanos o latinos de cualquier raza.